# W Большой Медведицы
W Большой Медведицы (лат. W Ursae Majoris), HD 83950 — тройная звезда в созвездии Гидры на расстоянии (вычисленном из значения параллакса) приблизительно 169 световых лет (около 51,9 парсек) от Солнца. Возраст звезды определён как около 4,71 млрд лет.
Пара первого и второго компонентов — двойная затменная переменная звезда типа W Большой Медведицы (EW). Видимая звёздная величина звезды — от +8,48m до +7,75m. Орбитальный период — около 0,3336 суток (8,0073 часа).
W Большой Медведицы является прототипом типа двойных затменных переменных контактных звёзд.
Открыта Густавом Мюллером и Паулем Кемпфом в 1903 году.

## Характеристики
Первый компонент — жёлто-белая звезда спектрального класса G0, или G2Vn, или F8Vp, или F8. Масса — около 1,12 солнечной, радиус — около 1,19 солнечного, светимость — около 1,216 солнечной. Эффективная температура — около 5746 K.
Второй компонент — жёлто-белая звезда спектрального класса F8Vp. Масса — около 0,55 солнечной, радиус — около 0,6 солнечного, светимость — около 0,732 солнечной. Эффективная температура — около 5984 K.
Третий компонент (WDS J09438+5557B). Видимая звёздная величина звезды — +12,35m. Масса — около 0,62 солнечной. Орбитальный период — около 1548817 суток (4240 лет). Удалён на 6,2 угловой секунды.

## Описание
В отличие от обычных затменных переменных, например, типа Алголя, у W Большой Медведицы невозможно точно указать время начала и окончания затмения, поскольку обе звезды сильно искажены взаимной гравитацией и имеют эллипсовидную форму. Обе звезды принадлежат к одному и тому же спектральному классу F и являются жёлто-белыми карликами главной последовательности.

Из всех переменных звёзд Большой Медведицы обратим внимание лишь на одну, принадлежащую к типу так называемых затменных переменных звёзд. Звезда W Большой Медведицы, о которой идет речь, совсем не обычна. Более того, она уникальна, и не только в Большой Медведице, но и вообще на звёздном небе.
Две звезды, составляющие эту систему, так близки друг к другу, что под действием взаимного тяготения они изменили обычную для звёзд шарообразную форму и превратились в вытянутые дынеобразные эллипсоиды. Кружась вокруг общего центра масс, эти два дынеобразных светила постоянно направлены друг к другу своими наиболее «острыми» сторонами. Всего около восьми часов нужно для того, чтобы обе звезды снова вернулись в исходное положение.
Нетрудно сообразить, что, водя хоровод, звёзды, составляющие W Большой Медведицы, поворачиваются к земному наблюдателю то более узкой, то более широкой своей частью. Ясно, что при этом меняется и количество света, посылаемого звёздами в сторону Земли. Ни в один телескоп в отдельности они неразличимы. Все сведения о W Большой Медведицы почерпнуты из тщательного анализа кривой изменения её блеска, который меняется в пределах от 7,8m до 8,6m.
Вот теперь и представьте себе, как необычно выглядело бы земное небо, если бы Солнце заменить этой уникальной звездой из созвездия Большой Медведицы. Вместо спокойного ослепительного светила по небу перемещались бы два дынеобразных почти соприкасающихся солнца!
— Ф.Ю Зигель «Сокровища звездного неба: Путеводитель по созвездиям и Луне.» — М.: Наука, 1986

## Планетная система
В 2019 году учёными, анализирующими данные проектов Hipparcos и Gaia, у звезды обнаружена планета HIP 47727 b.